# 施瓦茨格拉本河

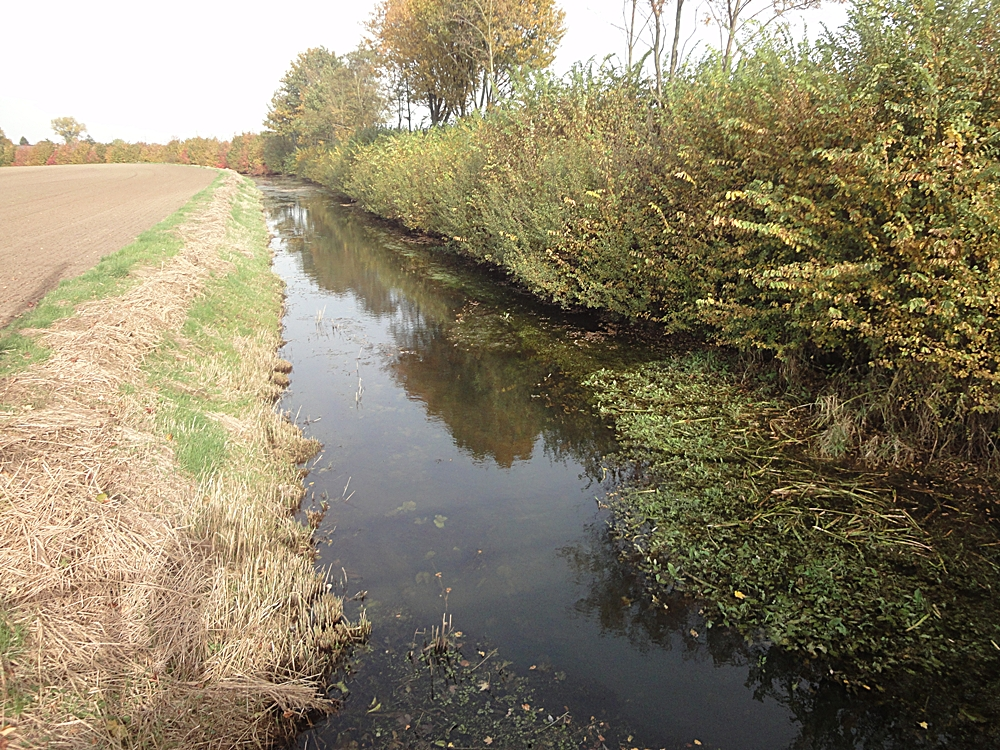

51°43′59″N 8°20′35″E / 51.73306°N 8.34306°E
施瓦茨格拉本河（德語：Schwarzer Graben），是德國的河流，位於該國西部，處於北萊茵-威斯特法倫州，屬於格倫訥河的右支流，河道全長9.3公里，流域面積36.2平方公里。